# 滇缅公路
滇緬公路，前称昆畹公路，起點云南昆明，終點缅甸臘戍，全長1,453公里。公路始建於1938年春，於1938年12月初步建成通車，以後陸續加以修改。滇緬公路是中国抗日战争時期，中国西南地区後方的一條歷時最久，運量最大的國際通道，有力地支援了中國抗日戰爭。

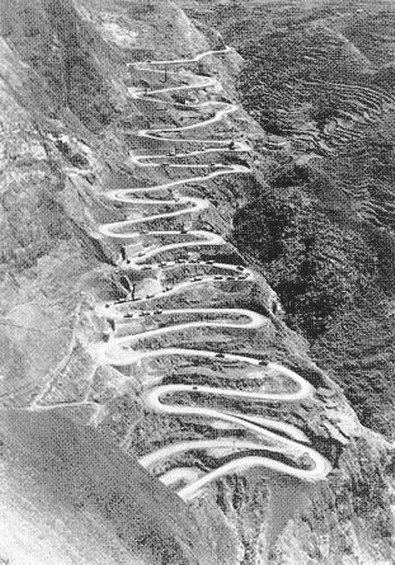
此圖從抗戰後期就被全世界當作滇緬公路、中印公路的代表照。實際上該處公路被叫做「二十四拐」，位於貴州省晴隆县縣城南郊1公里，屬於貴昆公路。而滇緬公路終點是昆明。援華物資經滇緬公路到達昆明後，還需進入貴州省經由「二十四拐」，才能最終運往貴陽市，再經川黔公路運往陪都重慶和抗日前線。

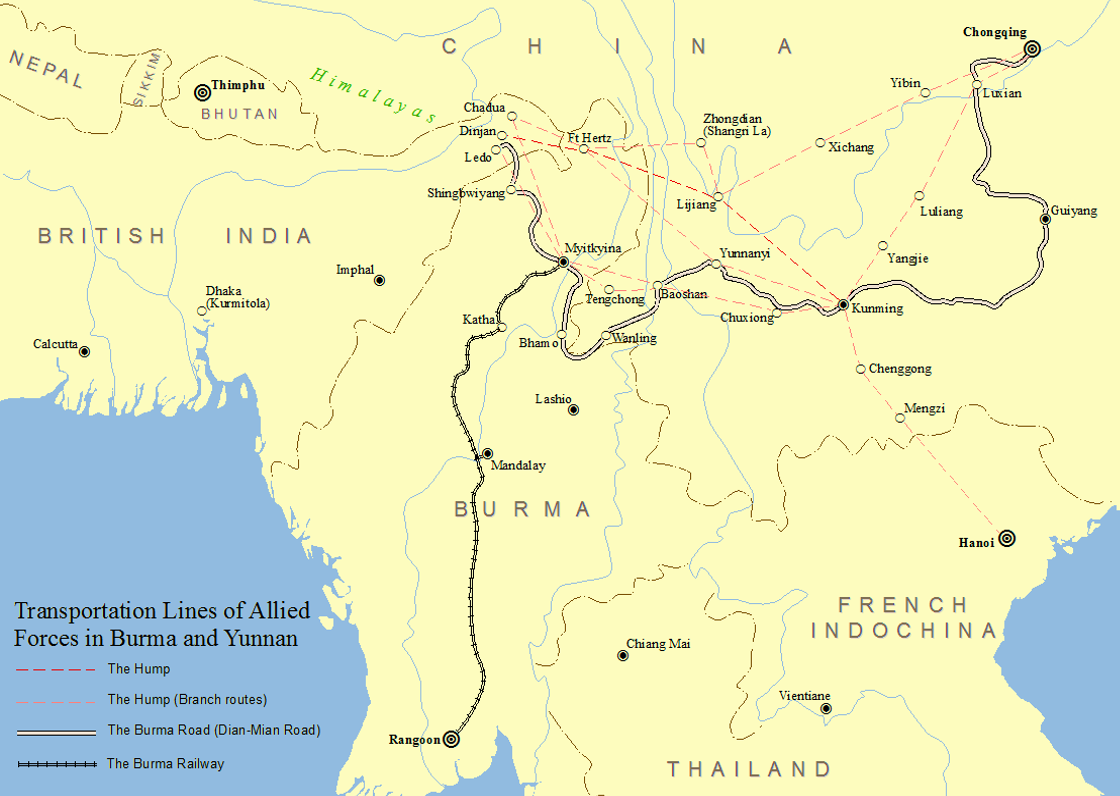
滇緬公路

| 城市名       | 距起點距離    |
| ------------ | ------------- |
| 云南省昆明市 | 0（起點）     |
| 雲南省安宁市 | 33            |
| 雲南省楚雄市 | 168           |
| 雲南省南华县 | 204           |
| 雲南省大理市 | 378           |
| 雲南省永平县 | 478           |
| 雲南省保山市 | 579           |
| 雲南省龙陵县 | 721           |
| 雲南省芒市   | 748           |
| 雲南省畹町镇 | 833           |
| 缅甸木姐     | 905           |
| 緬甸臘戍     | 1,453（終點） |

## 简介
滇緬公路在中國境內的部分属于320國道，從昆明起點至瑞麗畹町口岸出境，中國境內全長959公里（现长度為850公里）。
出口岸至終點緬甸臘戍為603公里。然后通过曼德勒—臘戍鐵路由臘戍至曼德勒；再经缅甸中央铁路由曼德勒至仰光海港。

## 修築背景
1937年，中國的抗日戰爭爆發後，日軍很快就占領了中國華北、華東、華南地區，僅剩以香港和法屬印度支那海防等第三國港口轉運之通路，其餘直屬國民政府的港口大都落入了日軍的手中。為了避免剩餘的兩條轉口線被封閉，因此中國應該要有一條後方的國際通道。居於此考慮，1937年8月，當時的雲南省主席龍雲向蔣中正提出「修改滇緬公路的計劃」，建議各修一條通往印度洋的鐵路和公路，蔣介石非常贊同。1937年10月，國民政府官员與雲南省政府協商，確定滇緬公路由昆明經下關、保山、龍陵、芒市、畹町出境，在緬甸的臘戍與该国鐵路网接通。11月，雲南省政府主席龍雲下達命令立即修築滇緬公路:16。

## 工程開工
1937年末，中國向國際招標工程，約有數家國際性大型公司對此有興趣，表示若中國能提供先進設備，於六、七年內便可開通，但當時中國缺乏先進機械，更無六、七年時間等待，遂決定自行修建。同時開工的還有緬甸境內從仰光至臘戍之臘仰鐵路，按計畫，物資由仰光港口卸下後由鐵路運抵臘戍，再由滇緬公路內運。
1938年1月，滇緬公路總工程處成立。公路的測量工作在極其艱苦的條件下開展。由於當時缺乏受過訓練的專業技術人員，在滇緬公路總工程處中對因戰禍遷往昆明的一些無業知識青年進行速成培訓。這批青年後來成了滇緬公路的技術骨幹。
臨近1938年春節，公路沿線的20萬各族勞工被征集到工地。這些勞工大部分是老人、小孩和婦女。由於當時機械缺乏，他們只能依靠手工作业。很多艱苦、危險的工作幾乎都是由婦女、兒童來完成。8月，滇緬公路全線通車:25。原定三個月初步通車的工程幾經推遲，終於在1938年11月实现初步通車，1938年10月國民政府成立直屬交通部之滇緬公路管理局負責公路營運，運輸業務則是由「軍事委員會西南進出口物資運輸總經理處」（西南運輸處）承攬（該機構在1941年改組為中緬運輸總局）。处长宋子良。在仰光设有分处，在腊戍设支处，遮放支处在畹町设分站。沿途还有保山分处、下关、楚雄等机构。

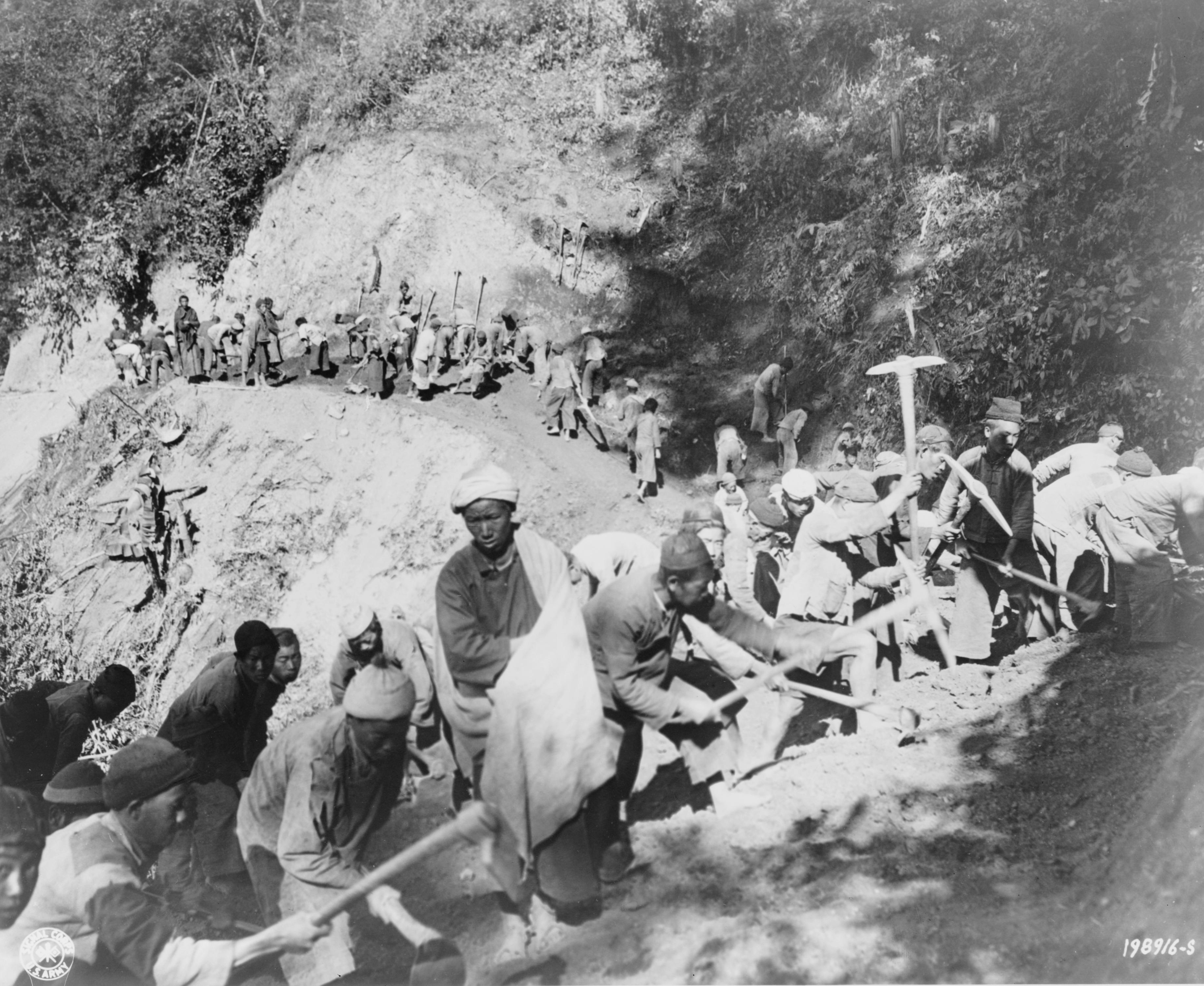
老人、小孩和婦女用人力修建公路。

## 太平洋战争爆发前
1940年6月下旬，法国战败投降，日本在德國傀儡政權维希法國無力反抗下，於9月派兵進駐法屬印度支那並封闭了滇越铁路，滇緬公路成為重慶政府最重要的聯外通道。
滇緬公路在通車初期每月输入中国物资4,000吨，隨著運輸管理改善、採購新車及中途站點逐漸完遂，運能也迅速提升。滇緬公路的主要使用單位是西南運輸處，該機構下配備了3,300輛運輸貨車，貨車分為21個大隊，每個大隊約有180－200輛貨車，車輛駕駛除了自訓外，還自東南亞招募雇用具有相關駕訓保修知識的海外華人成立兩個華僑大隊；至1941年底，滇緬公路計有7,580輛車營運；單月運能最大的紀錄是在1941年11月，該月自緬甸運入1.75萬噸物資。整年度運能紀錄中，1939年運貨噸位27,980噸、1940年61,934噸、1941年132,193噸。
1940年6月20日，日本外相有田八郎向英国驻日大使克莱琪正式提出关闭滇缅公路的通牒。克莱琪于6月25日致电英国外交部主张对日妥协。為加強對英國施壓，日军在鄰近香港的中國深圳集结5,000名陆军备战演习，英屬香港防务压力吃紧。7月7日，日本政府对克莱琪下达最后通牒，限期十天内达成协议。1940年7月10日，德國空軍開始大規模轟炸英國首都倫敦及各大城鎮，爆發不列顛戰役，陷入困境的英国丘吉尔战时内阁於同日正式做出决定关闭滇缅公路。1940年7月17日在美国默许下（当时英国主要靠美国《租借法案》支撑对德國及意大利战争，美国务卿赫尔表示“有点遗憾，但不表示异议”），英国与日本签订了《英日关于封闭滇缅公路的协定》及秘密备忘录，滇緬公路在換約後封閉3個月。至此，中国对外运输通道仅剩下大西北的到苏联的公路。
由於日本在1940年8月1日發表大東亞共榮圈構想，1940年9月初，日本与维希政府达成协议，日军进驻印度支那北部与滇越、桂越国界。1940年9月27日德意日在柏林簽訂《三國同盟條約》，日本與德國及意大利組成軸心國。由於法國、荷蘭等西歐諸國在6月淪陷後，英國正在單獨抵抗德國和意大利的擴張和入侵，此時日本與德意兩國結盟，在英國最危急之際日本嚴重背信，還有改變亞洲局勢之意圖，丘吉爾拒絕再向日本作出讓步，英國駐華大使於1940年10月14日告知中國國民政府，滇緬公路於1940年10月底重開。
為保護滇緬公路運輸少受日軍空襲，1941年4月15日，中美達成一項秘密協議，並由美國總統富蘭克林·德拉諾·羅斯福簽署行政命令，允許美國預備役軍人和陸軍航空隊，以及海軍和海軍陸戰隊組「退役人員」前往中國參加戰鬥，並同意中國利用美國「租借法案」貨款給中國資金來購買美國戰鬥機；7月10日，第一批美國戰鬥機駕駛員自願從美國舊金山啟程前往中國昆明參戰，8月1日陳納德在昆明設立美國志願航空隊總部:56-57。

## 中国远征军時期
1941年12月23日，中英在重庆签署《中英共同防御滇缅路协定》，中英军事同盟形成，中華民國为支援英军在滇缅（时为英属地）抗击日本法西斯、并为了保卫中国西南大后方，组建了中国远征军。这是中華民國与盟国直接进行军事合作的典范，也是甲午战争以来中国军队首次出国作战，立下了赫赫战功。从中華民國军队入缅算起，中缅印大战历时3年零3月，中国投入兵力总计40万人，伤亡接近20万人。
1942年初，日軍第5飛行師團出動54架轟炸機，轟炸滇緬公路沿線重鎮保山，不到1個月，造成5萬餘人死亡:52。

## 現狀
1966年，中國境內的滇緬公路段稱為昆畹公路，並不斷整治和改建，現在是云南境內重要的國道干線。目前，云南境內的滇緬公路將實現全線高速化。昆明至龍陵段現已建成高速公路，属于G56杭瑞高速的一部分。